# E-voke
Forlaget E-voke er et tegneserieforlag, der blev startet i 2018 af parret Lars E. Christiansen og Lea Mejdahl Christiansen, der begge har uddannelse som cand.scient.bibl. 
Foruden forlag driver parret også en tegneseriebutik, der fører tegneserier fra en række danske forlag.
Forlaget udgiver både klassiske tegneserier som f.eks. Agent 327, Barelli, Panterne og Rødskæg og nyere tegneserier som f.eks. Conquistador, Rhonda, Rovdyr og Sienna.

## Eksterne links
- E-voke
- Facebook